# ناديه علي
ناديه علي (بالإنجليزية: Nadia Ali)‏ هي مقدمة تلفزيونية ومحامية وممثلة بريطانية، ولدت في 15 نوفمبر 1984 في الطرف الشرقي من لندن في المملكة المتحدة.

## وصلات خارجية
- ناديه علي على موقع IMDb (الإنجليزية)